# Familienstammbuch (Modiano)

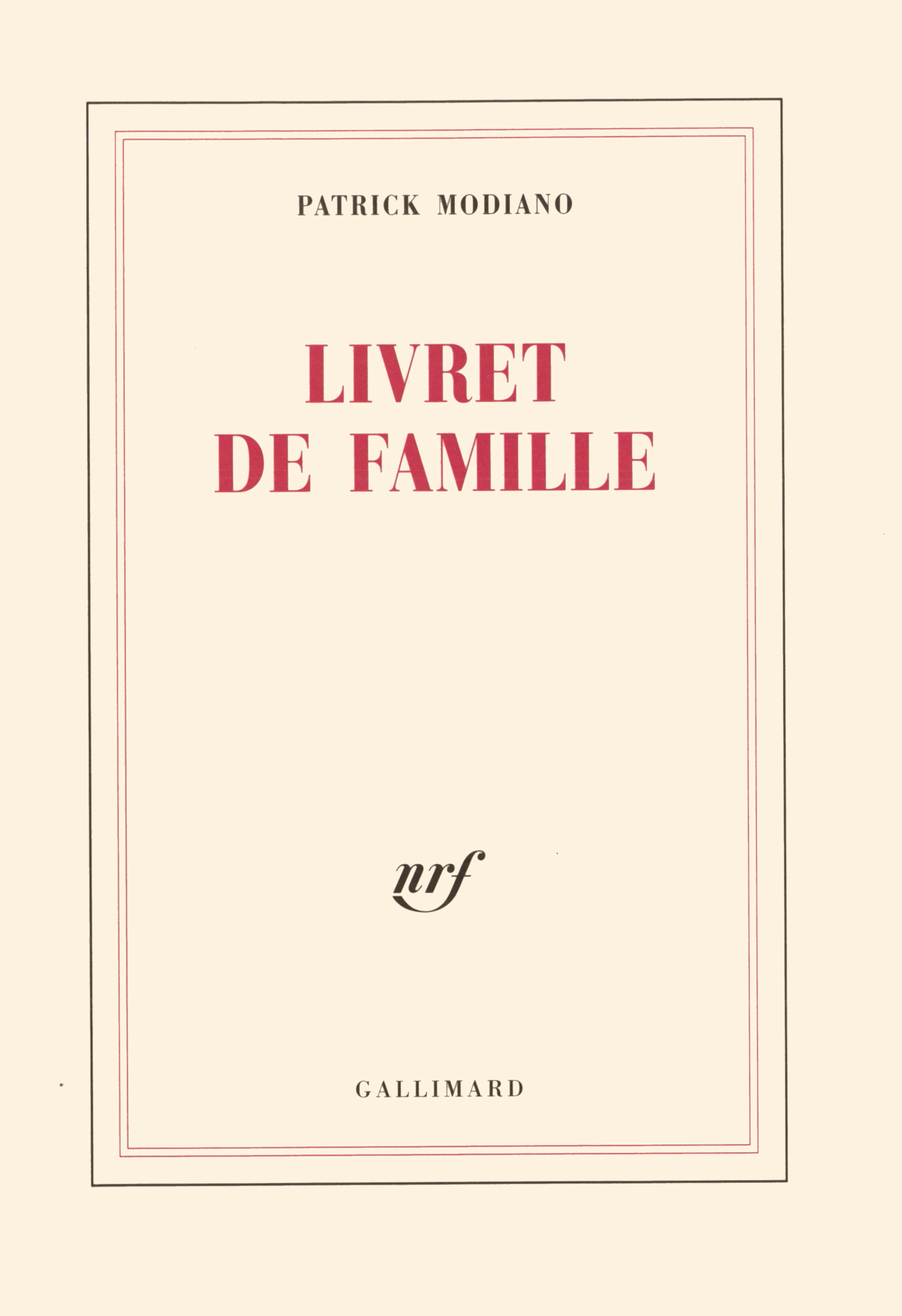
Buchcover im Original

Familienstammbuch (französischer Originaltitel: Livret de famille) ist eine Sammlung von fünfzehn Erzählungen des französischen Schriftstellers Patrick Modiano. Der Band erschien im Jahr 1977 in der Programmreihe Collection Blanche der Éditions Gallimard. Die deutsche Übersetzung von Walter Schürenberg erschien 1981, als dritter Teil der sogenannten Pariser Trilogie im Ullstein Verlag. 2014 wurden die Erzählungen im Suhrkamp Verlag wiederveröffentlicht, auch dort als dritter Teil der Pariser Trilogie und in der Übersetzung Schürenbergs.

## Inhalt
Familienstammbuch ist eine Sammlung von fünfzehn Erzählungen, in denen „sich Autobiografie mit imaginären Erinnerungen vermischt“. Obwohl die Erzählungen nicht chronologisch geordnet sind und in ihnen – mit Ausnahme des Ich-Erzählers – jeweils andere Figuren auftreten, ist das Buch wegen des inneren Zusammenhangs der Erzählungen auch als Roman mit fünfzehn Kapiteln bezeichnet worden.
Dieser innere Zusammenhang besteht in der Konstruktion aller fünfzehn Erzählungen: Immer führen in ihnen Gedanken oder Gespräche oder Recherchen aus einer jeweiligen Erzähl-Gegenwart in die Vergangenheit, in manchen von ihnen speziell in die Zeit der deutschen Okkupation Frankreichs. So zeigt jede einzelne von ihnen eine Facette des Mottos, das der Sammlung vorangestellt ist, eines Satzes von René Char: „Leben heißt, beharrlich einer Erinnerung nachzuspüren.“
Neben einigen wiederkehrenden Motiven – u. a. reale und fiktive Filme, Leben im Exil – geht es in allen Erzählungen in der einen oder anderen Weise um Personen aus Modianos Familie. Von (auto)biografischen Ereignissen und Orten wie den folgenden wird erzählt: Von der Pariser Straße, in der seine Großmutter einst wohnte, von den ersten Filmen, in denen seine Mutter noch in Belgien um 1940 herum mitgespielt hat, von einer Festnahme seines Vaters im besetzten Paris des Jahres 1942, bei der ihm gerade noch die Flucht gelang, von der elterlichen Wohnung am Quai Conti, von einer Reise mit seiner Frau Dominique Zehrfuss nach Tunesien und schließlich – hiermit beginnt die erste Erzählung – von der Geburt seiner ersten Tochter, dem Anlass für einen neuen Eintrag im „Familienstammbuch“.
In einigen der Erzählungen hat der Ich-Erzähler einen Namen: „Patrick Modiano“ – was allerdings keineswegs bedeutet, dass in diesen Erzählungen ausschließlich Autobiografisches des Autors Modiano berichtet wird. Fiktion und rein imaginäre Erinnerungen finden sich auch in ihnen. Beispielhaft hierfür: Erzählung XII. Der 17-jährige „P. Modiano“ macht sich daran, die Biographie eines gewissen Harry Dressel zu verfassen. Sein Beweggrund ist in allererster Linie, dass er sich in dessen Tochter, Denise Dressel, verliebt hat. Es hat jenen Harry Dressel tatsächlich gegeben. Einiges, was der Erzähler, „P. Modiano“, in Erfahrung bringt über ihn, stimmt sogar mit dessen wirklichem bewegtem Leben überein, das meiste allerdings ist – wie auch sehr wahrscheinlich die gesamte Rahmenhandlung – frei erfunden. Irgendwann reist Denise Dressel mit einem reichen Gönner ab, und das ganze Vorhaben scheitert. Nur der letzte Satz der Erzählung ist wieder sehr nah an der Realität: „Ich war siebzehn Jahre alt, und es blieb mir nichts weiter, als ein französischer Schriftsteller zu werden.“

## Ausgaben
- Patrick Modiano: Livret de famille. Éditions Gallimard, Paris 1972, ISBN 978-2-07-029683-5.
- Patrick Modiano: Familienstammbuch; in: Pariser Trilogie, S. 213–363. Ullstein Verlag, Frankfurt am Main 1981, ISBN 3-550-06350-4.
- Patrick Modiano: Familienstammbuch; in: Pariser Trilogie, S. 211–359. Suhrkamp Taschenbuch Verlag, Berlin 2014, ISBN 978-3-518-46618-6.

### Autobiografisches
- Patrick Modiano: Ein Stammbaum. Aus dem Französischen von Elisabeth Edl. Hanser, München 2007, ISBN 978-3-446-20922-0; dtv, München 2014, ISBN 978-3-423-14435-3.
- Patrick Modiano: Repères biographiques. In: Maryline Heck, Raphaëlle Guidé (Redaktion): Patrick Modiano, Les Cahiers de l’Herne, 2012, ISBN 978-2-85197-167-8. (Französisch.)

### Sekundärliteratur
Daniel B. Perramond: Livret de famille (1977) de Patrick Modiano: grandeur et misère de la mémoire. In: The French Review, Vol. 66, Oktober 1992. (Französisch.) Online verfügbar auf jstor.org (abgerufen am 23. Februar 2022).